# Lipovac Majur
Lipovac Majur – wieś w Chorwacji, w żupanii bielowarsko-bilogorskiej, w mieście Daruvar. W 2011 roku liczyła 83 mieszkańców.